# Eduardo Thompson
Eduardo García Muñoz, conocido por su nombre artístico Eduardo Thompson (Santiago de Chile, c. 19 de octubre de 1942-ib., 11 de julio de 2007), fue un destacado humorista y comediante chileno.

## Biografía
Eduardo Thompson se destacó en el ambiente de revistas y el humor en locales nocturnos de Chile, participando en variadas ocasiones junto a otros comediantes como Daniel Vilches y Chicho Azúa. Sus inicios fueron principalmente en la ciudad portuaria de Valparaíso, conocida por su ambiente bohemio. También trabajó en países como Perú, Colombia, Panamá y  España. 
Durante la década de 1980, participó en varios sketches humorísticos en el programa de televisión Sábados Gigantes, de Canal 13. Allí nacerían personajes como «El Tetera», «El compro dólares» y «Paredes», uno de los miembros del trío «Pinto, Paredes y Angulo», que realizaba junto a Guillermo Bruce y Gilberto Guzmán; este último se convertiría en uno de sus personajes más recordados, debido a su tartamudez, y a la característica mosca falsa que le colgaba del casco, tapándole el rostro.
Se dice que Thompson fue el creador de la frase «No estoy ni ahí», surgida durante una rutina con Guillermo Bruce. Dicho término de la jerga chilena, que expresa rechazo o desinterés acerca de algo, se haría popular en la década de 1990, siendo inmortalizada posteriormente por el tenista nacional Marcelo Ríos, para demostrar su apatía con la prensa.
En sus últimos años, fue humorista estable en el programa de Mega Morandé con Compañía, donde participaría en sketches como «La escuelita», encarnando a «Lalito». Durante ese tiempo, sufrió varias complicaciones en su salud, debido a que tenía diabetes y problemas al hígado, por lo que debía realizarse diálisis de forma constante. En junio de 2005, Eduardo Thompson sufrió un accidente en su casa, tras haberse quemado con agua caliente por su insensibilidad (provocada por la diabetes). Finalmente, le debieron ser amputados los cinco dedos del pie derecho.

## Muerte y funerales

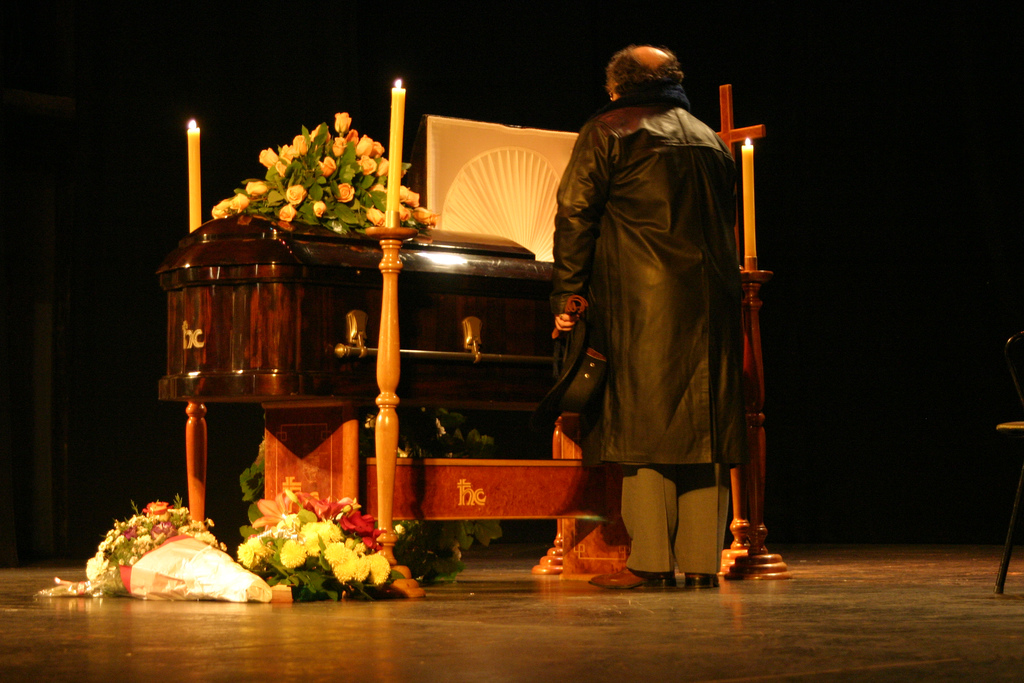
Velatorio de Eduardo Thompson en el Teatro Novedades, Santiago de Chile.

El martes 10 de julio de 2007, a las 17:23 (GMT-4), Thompson concurrió a la Asistencia Pública (ex Posta Central) de Santiago de Chile tras sentirse mal, pero el médico a cargo lo despachó para su casa, afirmando que estaba bien, y diciéndole a su mujer que «(Thompson) no se va a morir». A eso de las 23:00 su estado era complicado tras sufrir una arritmia, y debió ser internado de urgencia, colocándosele un baipás externo. Tras un día en estado grave, falleció el miércoles 11 de julio a las 20:20, a causa de un paro cardiorrespiratorio.
Su esposa, María Angélica Arancibia, no descartó presentar acciones legales por negligencia médica, aunque hasta la fecha no existe constancia de que estas acusaciones se hayan llevado a la justicia. La Posta Central, en tanto, emitió un comunicado en el que se establece la realización de una investigación sumaria en la Unidad de Emergencia, para así determinar responsabilidades en la muerte de Thompson.
Los restos mortales de Thompson fueron velados en el Teatro Novedades, en Santiago, donde, por expresa solicitud del malogrado artista en vida, su ataúd se dispuso en el escenario, mientras se emitían imágenes de sus actuaciones en una pantalla y, además, los asistentes debían vestir de blanco, en contraposición al negro del luto, y de este modo entregar una señal de alegría. En el velorio estuvieron presentes sus compañeros y amigos Guillermo Bruce, Gilberto Guzmán, Ernesto "El Tufo" Ruiz, Daniel Vilches, Paty Cofré y Tatiana Merino, y artistas como José Alfredo Fuentes, Enrique Maluenda, Checho Hirane y Alfredo Lamadrid.
El sábado siguiente a su fallecimiento, Mario Kreutzberger "Don Francisco" hizo un reconocimiento por escrito sobre su pesar por la muerte del comediante, agradeciendo su permanencia por largos años en su programa Sábado Gigante cuando era producido en Chile, al mismo tiempo expresó condolencias a su familia y amigos. Dicho reconocimiento fue colocado por segundos en pantalla al finalizar la edición de Sábado Gigante Internacional de ese día sábado.[cita requerida]
Sus restos fueron enterrados en el Parque Cordillera de La Florida, el viernes 13 de julio.

## Críticas
En 2002, el Movimiento Unificado de Minorías Sexuales de Chile criticó a los estereotipos homosexuales que ciertos personajes televisivos utilizaban en pantalla, entre ellos al personaje de Eduardo Thompson.